# The Third Partner
Pour plus de détails, voir Fiche technique et Distribution.
The Third Partner est un film muet américain réalisé par Lynn Reynolds, sorti en 1915.

## Fiche technique
- Titre : The Third Partner
- Réalisation : Lynn Reynolds
- Scénario : Harvey Gates, d'après son histoire
- Producteur : Pat Powers
- Société de production :  Powers Picture Plays
- Société de distribution :  Universal Film Manufacturing Company
- Pays d'origine :  États-Unis
- Langue : film muet avec les intertitres en anglais
- Métrage : 600 m (2 bobines)
- Format : Noir et blanc — 35 mm — 1,33:1 — Muet
- Genre : Film dramatique
- Durée : 20 minutes
- Dates de sortie : 
  -  États-Unis : 9 octobre 1915

## Distribution
- Sydney Ayres : Christy Brehm
- Doris Pawn : Myra Miles
- William Canfield (en) : Justus Miles, le père de Myra
- Val Paul (en) : Fred Hilton